# St. Radegund
St. Radegund (auch Sankt Radegund) ist eine Gemeinde im österreichischen Bundesland Oberösterreich im Bezirk Braunau am Inn im Innviertel mit 678 Einwohnern (Stand 1. Jänner 2024).
Überregional bekannt wurde es als Geburts- und Wohnort des 2007 von der katholischen Kirche seliggesprochenen Franz Jägerstätter.

## Geografie
Sankt Radegund liegt auf 480 m Höhe im Innviertel. Die Ausdehnung beträgt von Nord nach Süd 4,8 km, von West nach Ost 6,3 km. Die Gesamtfläche beträgt 17,9 km². 71,5 % der Fläche sind bewaldet, 21,8 % der Fläche sind landwirtschaftlich genutzt.
Das Gemeindegebiet von Sankt Radegund liegt am rechten Ufer der Salzach, die zwischen der Stadt Salzburg und ihrer Einmündung von rechts in den Inn die Grenze zu Deutschland bildet. St. Radegund enthält dabei den westlichsten Punkt von Oberösterreich.
Ein südwestlicher, kleiner Teil des Weilhartsforsts liegt im Gemeindegebiet von St. Radegund.

### Gemeindegliederung
Das Gemeindegebiet umfasst folgende sieben Ortschaften (in Klammern Einwohnerzahl Stand 1. Jänner 2024):
- Biri (167)
- Eichbichl (8)
- Ettenau (12)
- Hadermarkt (78)
- Schwabenlandl (38)
- St. Radegund (373)
- Werfenau (2)

Die Gemeinde besteht aus der Katastralgemeinde Hadermarkt.
Der zuständige Gerichtsbezirk ist der Gerichtsbezirk Mattighofen, bis 2004 gehörte die Gemeinde zum Gerichtsbezirk Wildshut.

### Nachbargemeinden
|            | Burghausen                                  | Hochburg-Ach |
| Tittmoning | Kompassrose, die auf Nachbargemeinden zeigt |              |
|            | Ostermiething                               | Tarsdorf     |

### Klima
|                        | Jan  | Feb  | Mär  | Apr  | Mai  | Jun  | Jul  | Aug  | Sep  | Okt  | Nov  | Dez  |   |      |
| Mittl. Temperatur (°C) | −1,0 | 0,4  | 3,7  | 8,2  | 13,2 | 16,1 | 18,2 | 17,7 | 13,3 | 8,6  | 3,6  | −0,3 | ⌀ | 8,5  |
| Mittl. Tagesmax. (°C)  | 3,3  | 5,2  | 8,7  | 13,3 | 18,2 | 21,1 | 23,4 | 22,9 | 18,3 | 13,3 | 7,6  | 3,3  | ⌀ | 13,3 |
| Mittl. Tagesmin. (°C)  | −3,8 | −2,6 | 0,4  | 4,3  | 8,9  | 11,8 | 13,9 | 13,8 | 9,9  | 5,7  | 1,0  | −2,9 | ⌀ | 5,1  |
|                        |      |      |      |      |      |      |      |      |      |      |      |      |   |      |
| Niederschlag (mm)      | 24   | 27   | 50   | 63   | 102  | 127  | 116  | 133  | 93   | 69   | 50   | 50   | Σ | 904  |
|                        |      |      |      |      |      |      |      |      |      |      |      |      |   |      |
| Luftfeuchtigkeit (%)   | 68,4 | 61,5 | 58,6 | 56,0 | 59,2 | 62,1 | 61,8 | 64,1 | 66,5 | 70,7 | 72,9 | 73,6 | ⌀ | 64,6 |

| −3,8 |

| −2,6 |

| 0,4 |

| 4,3 |

| 8,9 |

| 11,8 |

| 13,9 |

| 13,8 |

| 9,9 |

| 5,7 |

| 1,0 |

| −2,9 |

| −3,8 |

| −2,6 |

| 0,4 |

| 4,3 |

| 8,9 |

| 11,8 |

| 13,9 |

| 13,8 |

| 9,9 |

| 5,7 |

| 1,0 |

| −2,9 |

## Geschichte
Seit Gründung des Herzogtums Bayern war St. Radegund bis 1779 bayrisch. Der Ort kam nach dem Frieden von Teschen 1779 zusammen mit den östlich des Inn gelegenen Gebieten des kurfürstlichen Rentamtes Burghausen, die bis dahin „Innbaiern“ geheißen hatten, als „Innviertel“ zu Österreich. Salzach und  Unterer Inn, die bis dahin in erster Linie Handelswege innerhalb Bayerns gewesen waren, wurden damit zu Grenzflüssen zwischen Bayern und Österreich ob der Enns.  Während der Napoleonischen Kriege wieder kurz bayrisch, gehört St. Radegund  seit 1816 (Vertrag von München) endgültig zu Oberösterreich. Nach dem Anschluss Österreichs an das Deutsche Reich am 13. März 1938 gehörte der Ort zum Reichsgau Oberdonau. Nach 1945 erfolgte die Wiederherstellung Oberösterreichs.

### Einwohnerentwicklung
1991 hatte die Gemeinde laut Volkszählung 560 Einwohner, 2001 dann 580 Einwohner. Von 2001 bis 2011 waren sowohl die Geburtenbilanz als auch die Wanderungsbilanz negativ, sodass die Bevölkerungszahl auf 563 zurückging.

## Kultur und Sehenswürdigkeiten
- Katholische Pfarrkirche St. Radegund
- Wohnhaus des seligen Franz Jägerstätter mit Museum
- Heilbründl-Kapelle im Weilhartsforst
- Pestsäule
- Farbwerk: 1996 wurde in der ehemaligen Volksschule der Gemeinde das Farbwerk Radegund, ein Atelier-, Werkstatt- und Galeriehaus, eröffnet. Das Projekt wurde vom im nahen St. Georgen lebenden Künstler Karlheinz Schönswetter († 2006) initiiert. Ziel des Farbwerks ist es, Kunst und Kultur in die kleinen Dörfer zu bringen.

## Wirtschaft und Infrastruktur

### Tourismus
Sankt Radegund ist Teil der Tourismusregion Seelentium – Oberes Innviertel. Zahlreiche Rad- und Wanderwege führen durch das Gemeindegebiet, unter anderem der Pilgerweg Via Nova.
Im August 2011 fand die Weltmeisterschaft der Island-Pferde in Sankt Radegund statt.

## Politik
Der Gemeinderat hat 13 Mitglieder.
- Mit den Gemeinderats- und Bürgermeisterwahlen in Oberösterreich 2003 hatte der Gemeinderat folgende Verteilung: 11 ÖVP und 2 SPÖ.
- Mit den Gemeinderats- und Bürgermeisterwahlen in Oberösterreich 2009 hatte der Gemeinderat folgende Verteilung: 11 ÖVP und 2 SPÖ.
- Mit den Gemeinderats- und Bürgermeisterwahlen in Oberösterreich 2015 hatte der Gemeinderat folgende Verteilung: 13 ÖVP.
- Mit den Gemeinderats- und Bürgermeisterwahlen in Oberösterreich 2021 hat der Gemeinderat folgende Verteilung: 13 ÖVP.[4][5]

### Bürgermeister
- bis 2007 Isidor Hofbauer (ÖVP)
- seit 2007 Simon Sigl (ÖVP)[6]

### Wappen
Offizielle Beschreibung des Gemeindewappens: In Blau ein von Rot und Silber doppelreihig geschachter Schrägbalken; oben eine goldene, alte Königskrone mit silbernen Perlen in den Blättern, unten eine silberne, schräggestellte Hirschstange. Die Gemeindefarben sind Gelb-Rot.

## Persönlichkeiten

### Söhne und Töchter der Gemeinde
- Franz Jägerstätter (1907–1943), Landwirt, Kriegsdienstverweigerer, Seliger der römisch-katholischen Kirche
- Alois Wengler (1905–1989), Holzbildhauer,[7] Großneffe von Johann Baptist Wengler
- Johann Baptist Wengler (1816–1899), Maler des Wiener Biedermeier

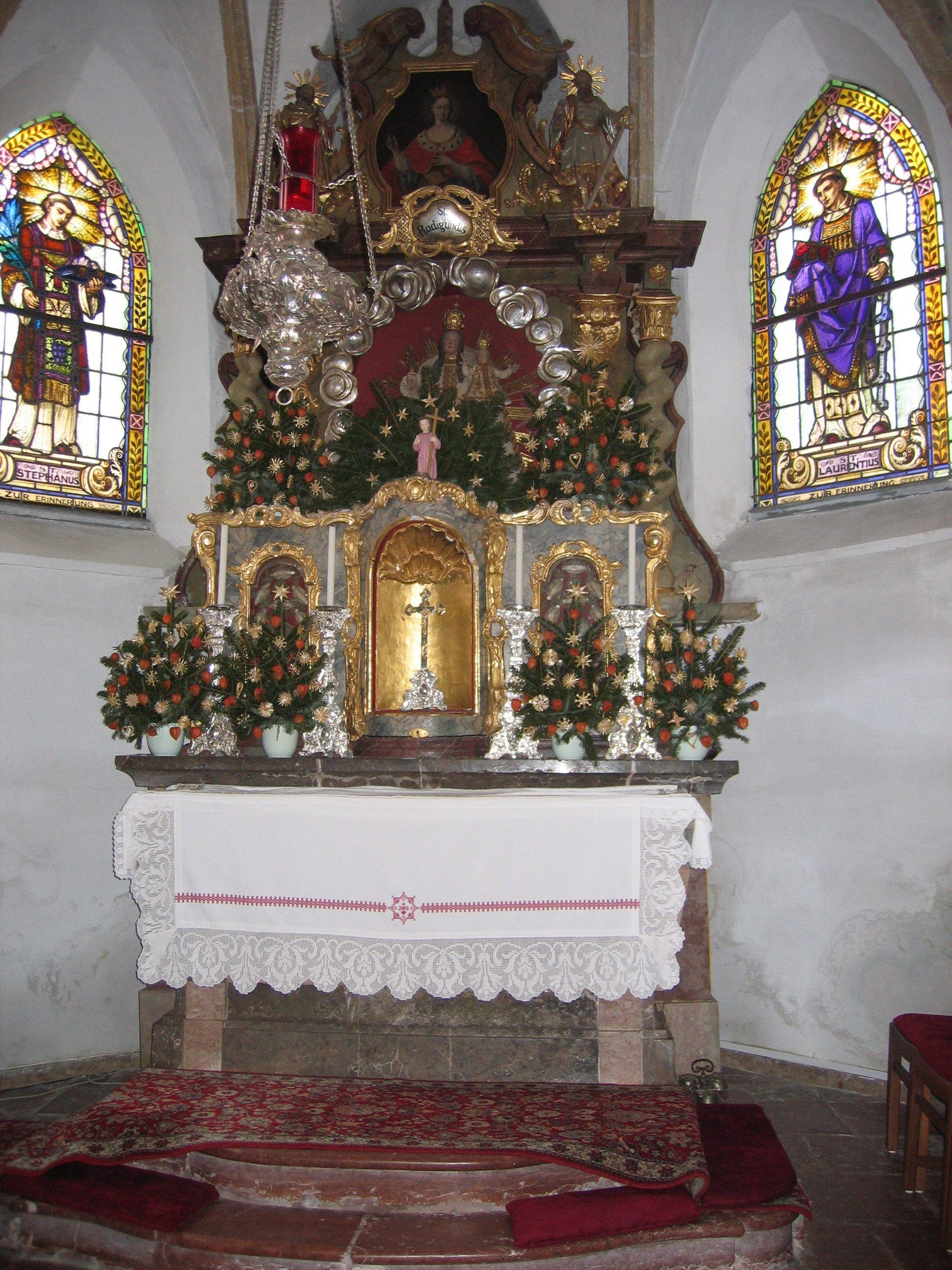
Barocker Hochaltar der Kirche
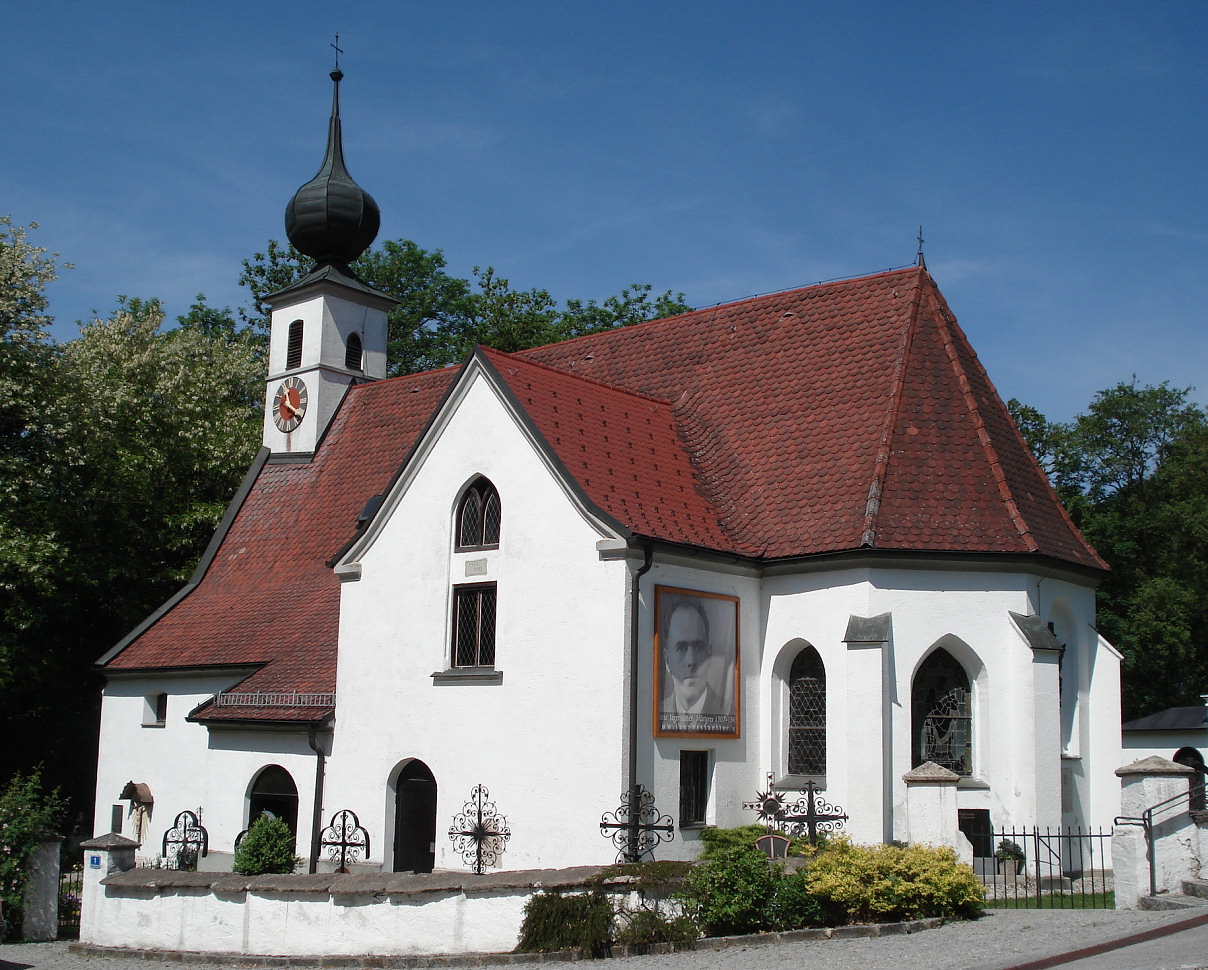
Pfarrkirche St. Radegund
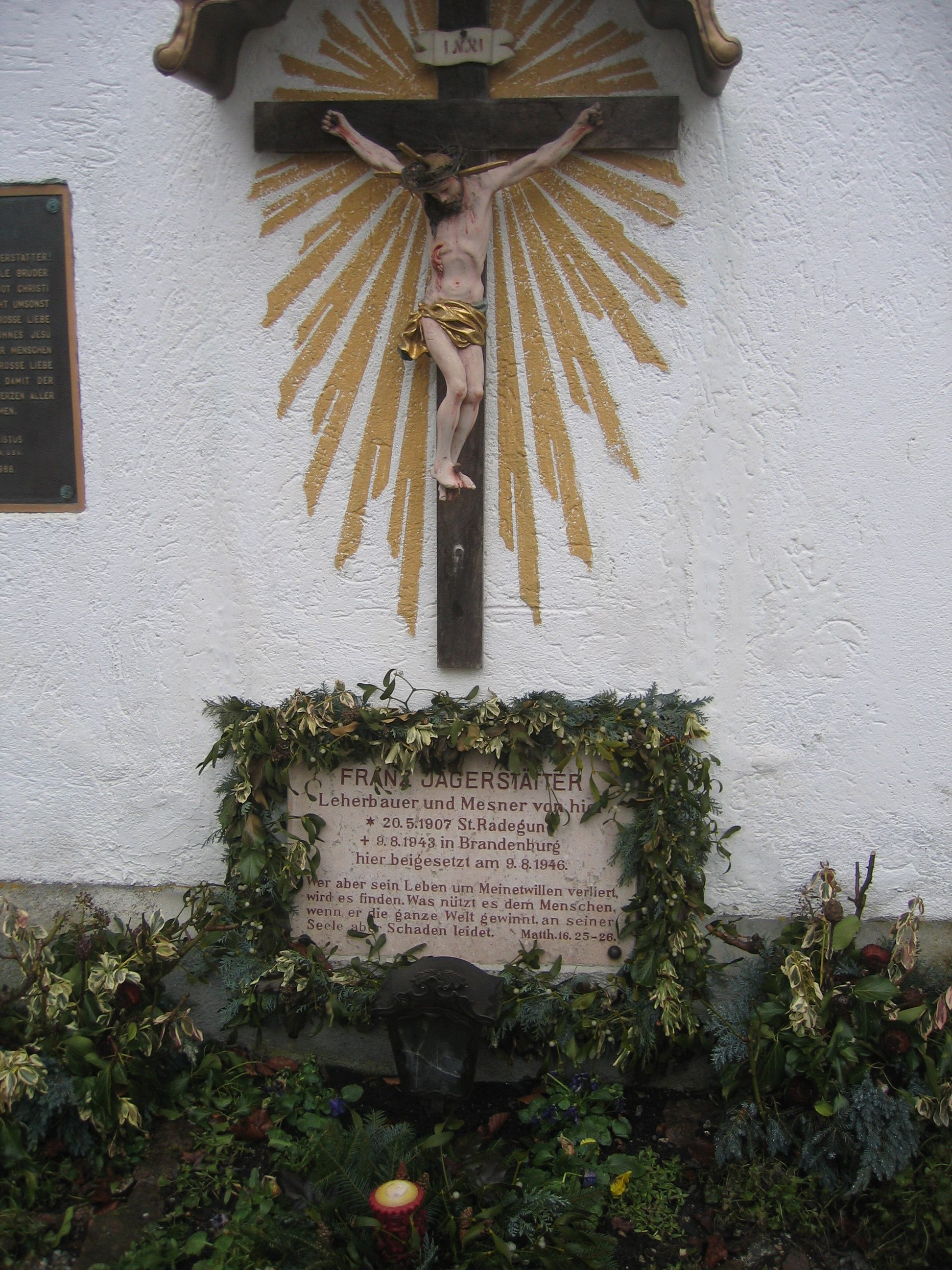
Grab von Franz Jägerstätter an der Außenmauer der Pfarrkirche
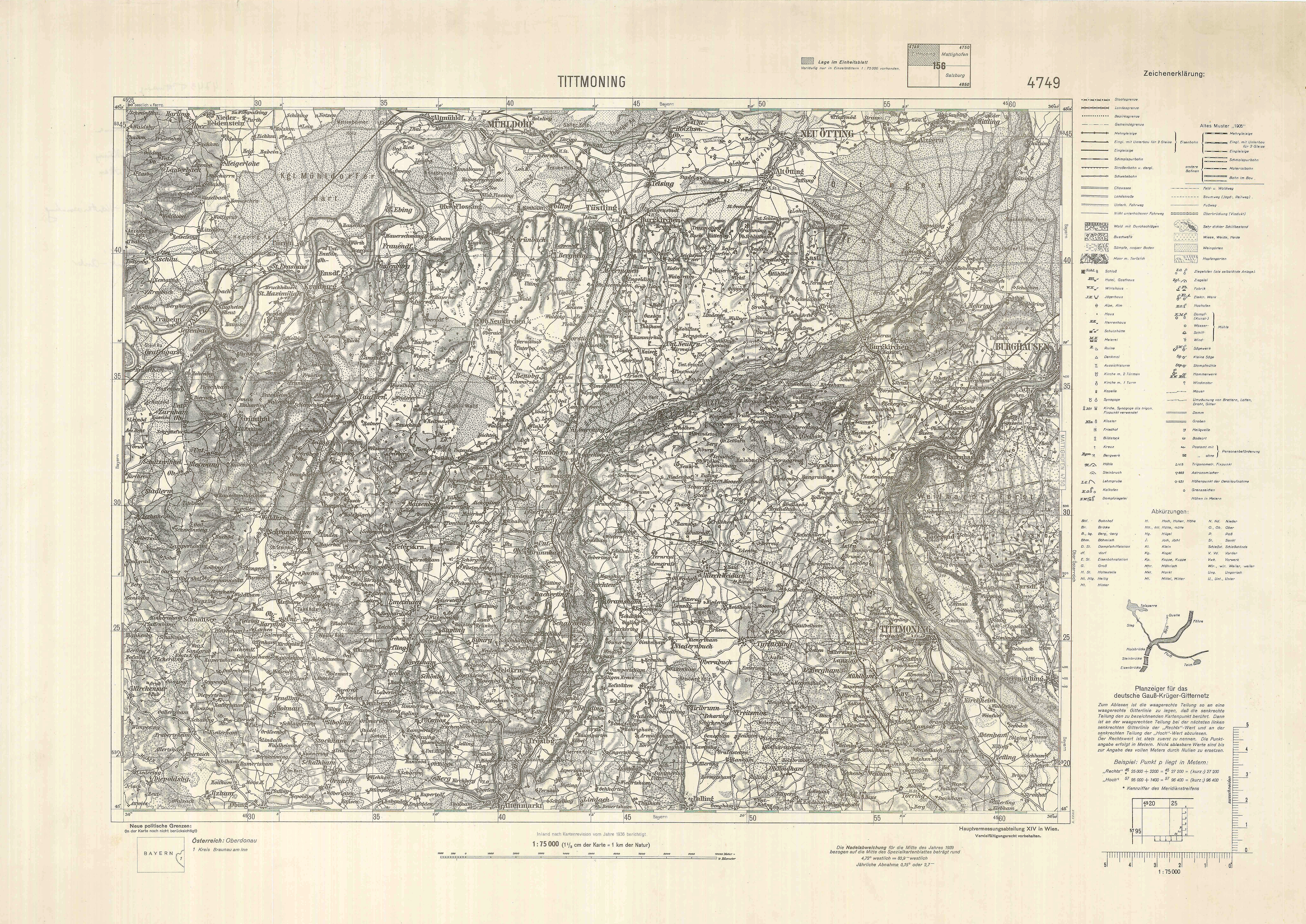
St. Radegund (rechts Mitte außen) am Weilharter Forst, um 1939